# 卡邁勒·卡亞·埃芬迪
卡邁勒·卡亞·埃芬迪（奥斯曼土耳其语：كمال کایا افندﻯ，?—?），奥斯曼土耳其人，他可能曾是苏联特工。後成為馬仲英的參謀長。
他曾在德国和巴黎学习，并在第一次世界大战期间在高加索地区作战。
他後來在另一位土耳其人的陪同下进入新疆。他们俩都敵對穆斯塔法·凯末尔·阿塔图尔克，因而被驅逐出土耳其。
1930年，他又被金樹仁驱逐出境。為了向金氏报仇，他加入了馬仲英的軍隊，并鼓励他进攻新疆。卡邁勒·卡亞·埃芬迪曾任国民革命军陆军新编第三十六师師長馬仲英的参谋长。同时南京國民政府也憎恨金树仁，并希望将其剷除。
他會说法语，并在新疆遇到了斯文·赫定。那时，他已经厌倦了新疆和甘肃，并想返回他的故乡土耳其。
1934年，他在蘇聯入侵新疆時被亲苏军队俘虏，并送到迪化，他没有被监禁或处决，而是被任命为新疆道路建设委员会委员，但维吾尔人沙比提大毛拉·阿不都尔巴克等一些被亲苏部队俘虏的人卻被监禁或立即处决，因此，卡邁勒·卡亞·埃芬迪被認為有可能是苏联紅軍派來滲透的特工。